# Ley Rouanet
La ley Rouanet, oficialmente Ley Federal de Incentivo a la Cultura (en portugués: Lei Federal de Incentivo à Cultura) es la denominación dada a la ley n.º 8.313 de 23 de diciembre de 1991 de Brasil.

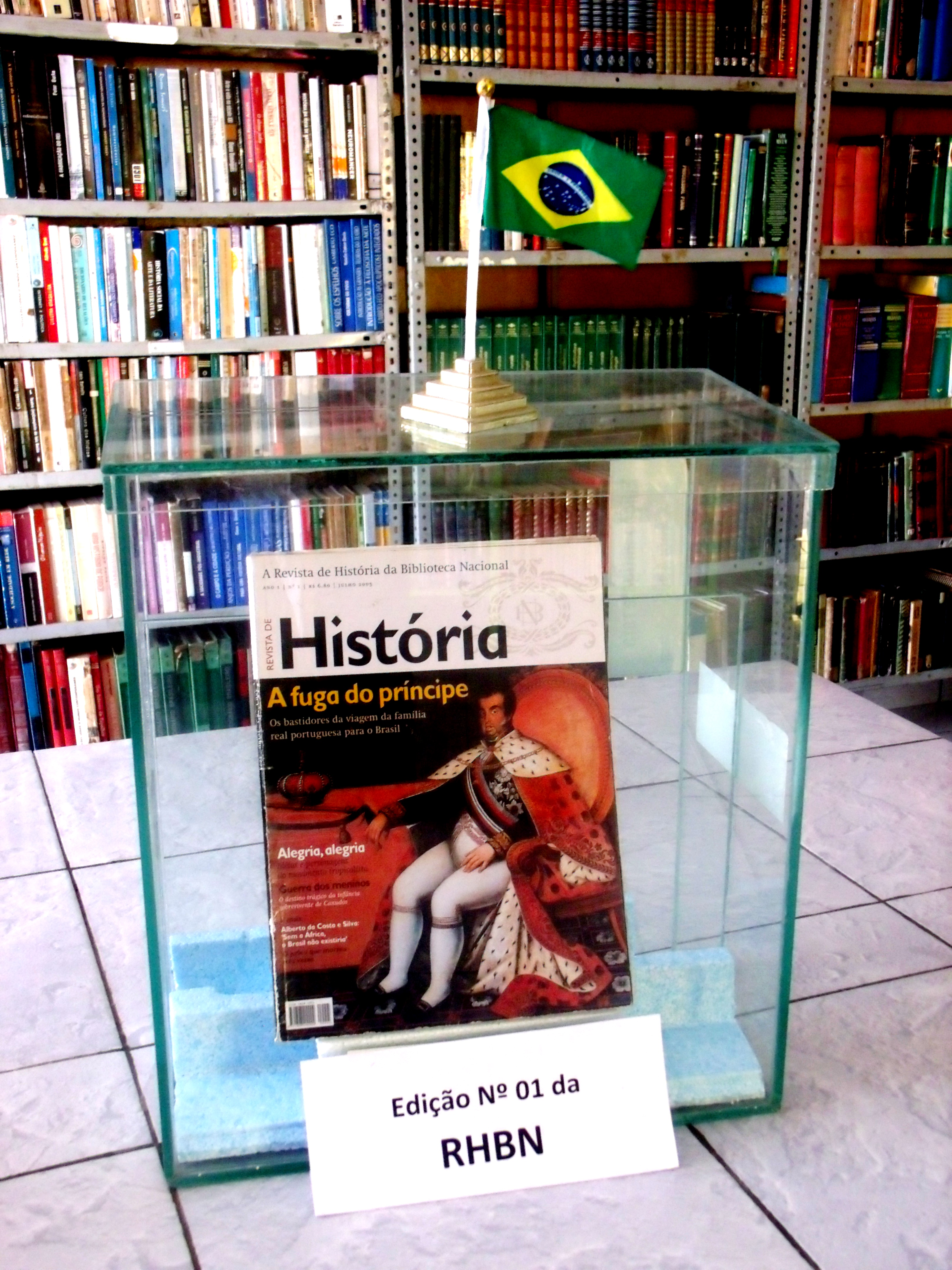
Edición de la revista História de la Biblioteca Nacional, la revista historiográfica más importante de Brasil, que contó con el apoyo de la ley Federal de Incentivo a la Cultura.

## Historia
Sancionada por el entonces presidente Fernando Collor de Mello, la ley instituyó el Programa Nacional de Apoyo a la Cultura - PRONAC, estableciendo directrices para las políticas públicas de apoyo a la cultura. Esa ley es conocida también por ley Rouanet (en alusión a Sérgio Paulo Rouanet, ministro de Cultura en ese momento). Las directrices para la cultura nacional fueron establecidas en los primeros artículos, y su base es el ejercicio de los derechos culturales y el libre acceso a las fuentes de la cultura, con énfasis en la promoción, protección y valoración de las expresiones culturales nacionales.
La gran novedad de la ley Rouanet es la política de incentivos fiscales, que hace posible a las empresas (personas jurídicas) y a los ciudadanos (personas físicas) que apliquen una parte del IR (impuesto de renta) a acciones culturales. El porcentual disponible del 6% del IRPF para personas físicas y del 4% del IRPJ para personas jurídicas, aunque pequeño, permitió que en 2017 fueran invertidos en cultura, según el Ministerio de Cultura (MinC) más de R$ 1 100 millones.
Para que un proyecto sea aprobado, la propuesta debe ser dada de alta en el MinC a través del Sistema de Apoyo a la Ley de Incentivo a la Cultura - Salic, disponible en el Portal Rouanet Archivado el 23 de abril de 2019 en Wayback Machine. - rouanet.cultura.gov.br. La propuesta pasa por un examen de admisibilidad, que informa sobre su cumplimentación, su encuadramiento en la ley y la documentación obligatoria. Una vez que la propuesta sea aprobada en ese examen, se transforma en un proyecto (con un número de Pronac). El proyecto entonces recibe su homologación a través de su publicación en el Diario Oficial de la Unión - DOU, junto con una cuenta corriente del proyecto en el Banco de Brasil. Al completar un mínimo del 10% de los recursos previstos, el proyecto será informado por las unidades técnicas del MinC. Después del parecer del MinC, el proyecto es sometido a la apreciación de la Comisión Nacional de Incentivos a la Cultura - CNIC, cuyo voto instruirá la decisión final del Ministerio (homologación de la ejecución). Para activar los recursos captados, el saldo de la cuenta debe alcanzar un mínimo del 20% del valor homologado para la ejecución. El proyecto tendrá un seguimiento del MinC vía Salic, mediante la comprobación de la aplicación de los recursos captados y eventuales fiscalizaciones. Concluido el proyecto, el MinC realizará una evaluación de los resultados y publicará su conclusión en el DOU. La ley surgió para motivar a las empresas y ciudadanos a invertir en cultura. La desgravación fiscal en el impuesto de renta proporciona un estímulo a las personas físicas y a la iniciativa privada en el sentido de patrocinar proyectos culturales, dado que el patrocinio, además de fomentar la cultura, prestigia la marca de las empresas.

## Críticas
A pesar de los pros, hay críticas desfavorables a la ley. La crítica principal incluye la posibilidad de que haya fondos que sean desviados impropiamente. Críticas secundarias afirman que el gobierno, en vez de invertir directamente en cultura, ha dejado que sean las propias empresas las que decidan qué cultura merece ser patrocinada.
Los incentivos de la Unión (gobierno) a la cultura suman 310 millones de reales: R$30 millones para Funarte y R$280 millones para la ley Rouanet (porcentaje invertido directamente por la Unión), mientras el incentivo fiscal deja de añadir a las arcas públicas de la unión cerca de R$ 1 000 millones por año (2009), junto con las aplicaciones repercutidas del impuesto de renta.
En 2018, se tramitó en Senado Federal una propuesta para revocar la ley Rouanet. En efecto, la propuesta legislativa n° 49 de 2017, enviada por un ciudadano de São Paulo al Portal e-Ciudadanía, pidiendo la revocación de la ley, fue rechazada por la Comisión de Derechos Humanos y Legislación Participativa del Senado, de acuerdo con el informe de la senadora Marta Suplicy. A partir de 2019, con la elección de Jair Bolsonaro como presidente de Brasil, el nuevo gobierno anunció cambios en los mecanismos de control de la ley federal, una vez que el nuevo Presidente prometió eso mismo durante su campaña en 2018, entrando en colisión con sectores importantes de la clase artística.

## Lista de realizaciones con recursos de la ley Rouanet
Muchas instituciones fueron creadas, construidas o mejoradas con recursos totales o parciales provenientes de incentivos de la Ley Rouanet. 
- Museo de la Ciudad (Manaus) - 4,4 millones de reales.[13]
- Museo Judío de São Paulo.
- En 2017, el Ministerio de Cultura de Brasil, con criterios de la Ley Rouanet, dio aval para la captación de R$ 12.943.694,75 para la construcción de infraestructuras culturales.[14]